# 吉朗阿
吉朗阿，字蔼堂，清朝官员，苏完那拉氏，镶蓝旗满洲人，慈禧太后的曾祖父。
吉朗阿是清朝开国二等精奇尼哈番喀山的六世孙，他的父亲是世袭一等男、镶蓝旗世管佐领喀英阿，他是第二子，父亲的官爵由其兄长扎郎阿承袭。乾隆五十一年（1786年）吉朗阿任正七品内阁中书，京察列为三等，说他操守谨、政事平、才具平、年力壮，考语为“供职”。嘉庆六年（1801年），时任为六品中书，京察列为二等，称其操守谨，政事勤，才具长，年力壮，考语为“勤职”。嘉庆九年（1804年），入军机处为军机章京。嘉庆十二年（1807年），任从五品內閣侍讀學士，列京察二等。嘉庆十四年（1809年），调署从五品户部银库员外郎。嘉庆十五年（1810年）正式补授，管理银库事务，列为京察二等。在任三年，亏空二万一千六百两。嘉庆十八年（1814年），调为刑部员外郎，列京察二等。他约在嘉庆二十年前后去世。道光二十三年（1843年），户部银库亏空案发，吉朗阿已故，其子景瑞因追缴其父亏空不力而一度下狱。同治元年（1862年）八月十八日，追封慈禧皇太后曾祖父原任戶部員外郎吉朗阿、祖父原任刑部郎中景瑞、父原任安徽徽甯池太廣道惠徵為三等承恩公。曾祖母宗室氏（爱新觉罗氏）、祖母瓜爾佳氏為公妻一品夫人，祭一次，修墳建碑如例。